# Terezija Avilska
Sveta Terezija Avilska (Avila, 28. ožujka 1515. – Alba de Tormes, 4. listopada 1582.), španjolska katolička mističarka, književnica i reformatorica karmelićanki te naučiteljica i svetica Katoličke Crkve.

## Životopis
Rođena je 28. ožujka 1515. u Avili, glavnom gradu istoimene pokrajine u Staroj Kastiliji. Roditelji su joj bili Don Alonso Sánchez de Cepeda i Doña Beatriz de Ahumada, koji su osim nje imali još jedanaestero djece. Jedina je kći koja se odlučila na redovnički stalež. Sama odluka da stupi u samostan karmelićanki od Utjelovljenja u Avili, nije bila laka ni za nju, ali ni za njenu okolinu u kojoj je bila obljubljena. 
Prvu godinu redovništva preuzetno je nastojala postići savršenost, zbog čega je tjelesno i psihički nastradala. Upala je u stanje opće anemije, a zatim je kroz četiri dana bila posve ukočena. Svima je izgledalo da će umrijeti i već su sve pripremili za sprovod. No, ona se najedanput probudila iz svoga mrtvila i ukočenosti te sama otklonila posvećeni vosak, kojim su joj po tadašnjem običaju bili već zalijevali očne kapke. 
Radi obnove Karmela Terezija je putovala cijelom Španjolskom. Tada je počela pisati svoja glavna književna djela: Moj život, Put savršenosti, Zamak duše, Osnutci, kao i nebrojena pisma te mističnu liriku.
Umrla je u noći s 4. na 15. listopada 1582., upravo kada je stupila na snagu gregorijanska reforma kalendara.

## Štovanje
Papa Pavao VI. proglasio ju je 27. rujna 1970. prvom od žena naučiteljicom Crkve. Engleski povjesničar Macaulay u jednom svom eseju nazvao ju je „srcem katoličke reforme”, a Gisbert Kranz misli da ona pripada čovječanstvu, što znači da je zajednička svojina cijelog čovječanstva. Spomendan joj je 15. listopada, a zaštitnica je, između ostalog, Španjolske, grada Požege, bolesnika i izrađivača čipke. Tijelo joj je ostalo neraspadnuto. Lijeva ruka i srce čuvaju se u Alba de Tormesu, desna ruka u Malagi, a desna noga u Rimu.

### Istraživanja tijela
Dne 24. kolovoza 2024., ponovno je otvoren sarkofag s njezinim tijelom radi istraživanja, prvi put od zadnjega otvaranja 1914. godine. Tijelo je i dalje ostalo neraspadnutim. Vatikan je istraživanja dopustio pod uvjetom izbjegavanja bilo kakvih oštećenja na posmrtnim ostatcima. Nakon otvaranja, načinjene su fotografije i rendgenske snimke relikvija. Istraživački tim, na čelu s profesorom Luigijem Capassom, sastavio je izvješće na 53 stranice, u kojemu je navedeno kako su sve relikvije „savršeno očuvane (...) s netaknutom kožom, potkožnim tkivom i mišićima na svom mjestu, i bez ikakvih znakova raspadanja”. Tako su na tjemenu mjestimično pronađeni pramenovi smeđe kose, vidljiva je tamna šarenica desnog oka, na stopalu su vidljivi tragovi remena njezinih karmelićanskih sandala, a na čelu linije vela. Istraživanje je pokazalo kako očuvanost Terezijinih ostataka nije posljedica mumifikacije ili ine ljudske intervencije, a pogodovali su joj nedostatak vlage i onečišćenja u sarkofagu. Istraživanjem je utvrđena i zakrivljenost kralježnice koja je Tereziji otežavala disanje, artritis (izražen u lijevom koljenu) te koštane ostruge na stopalima, koje su vjerojatno uzrokovale šepanje. Utvrđen je i nedostatak zubi te istrošenost desne ruke od pisanja.

## Spomen i počasti
- Teresa de Jesús, španjolska televizijska mini-serija (1984.).
- Proučavatelj Terezijina djela i ostavštine, španjolski karmelićanin o. Martin Larios osmislio je digitalni slog (font) Teresa, temeljen na rukopisu svetice.[7]
- Alan Hržica i Molitvena zajednica Srce Isusovo snimili su pjesmu „Gledaj On te gleda” na temelju Terezijine pjesme.[8]